# Revanscismo

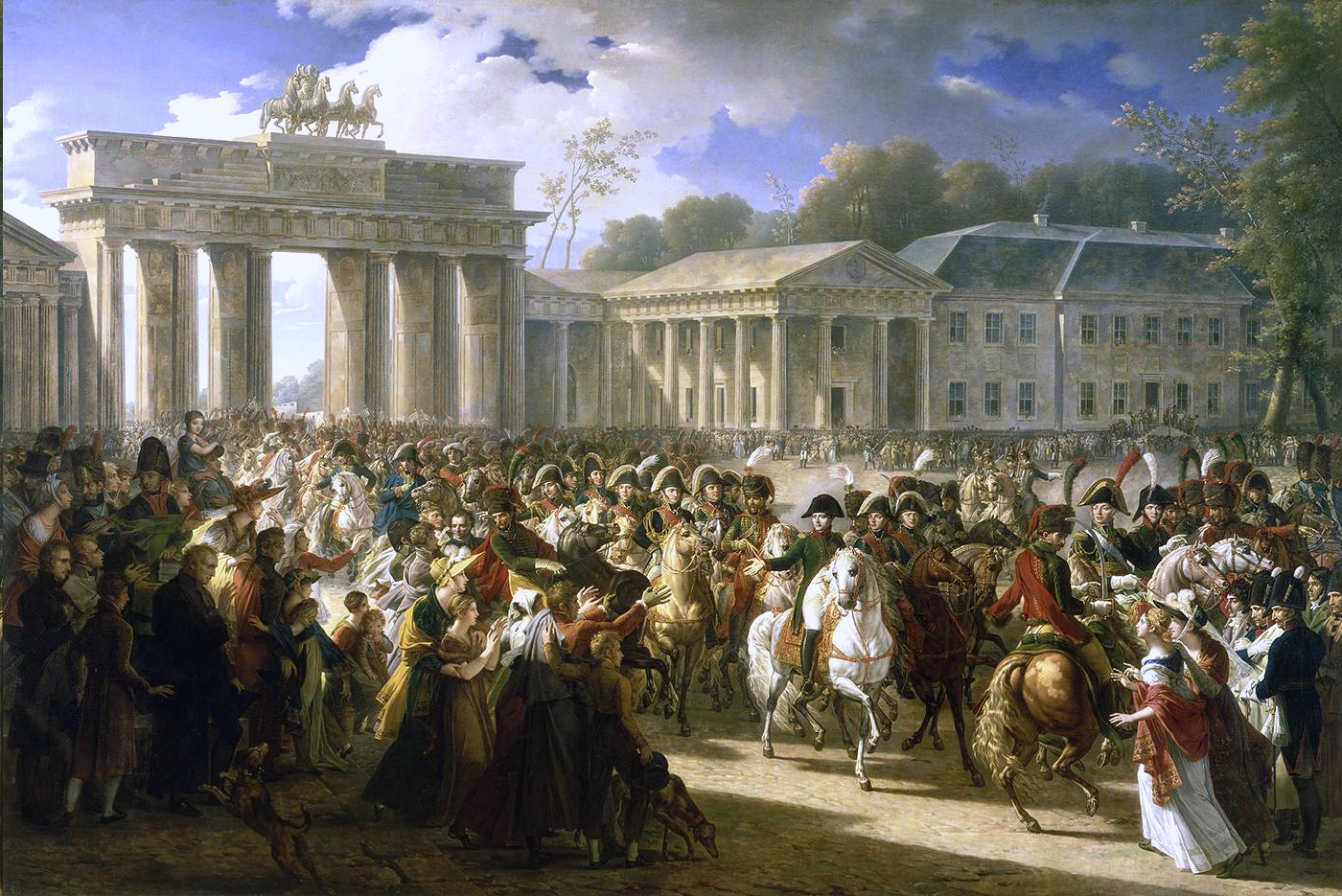
Napoleone Bonaparte entra trionfante a Berlino: è l'inizio dell'aspra rivalità franco-prussiana, che culminerà nello scoppio della prima guerra mondiale. Olio su tela di Charles Meynier, 1810.

Il revanscismo (dal francese revanche, "rivincita") definisce una corrente di pensiero a carattere nazionalista diffusasi all'interno dell'opinione pubblica francese nel tardo XIX secolo, in seguito alla sconfitta subita dalla Francia nella guerra franco-prussiana e alla caduta del regime imperiale di Napoleone III. Le imposizioni contenute nel trattato di Francoforte del 1871 misero a dura prova il morale della popolazione, provocando lo sviluppo del fenomeno.

## Caratteri generali

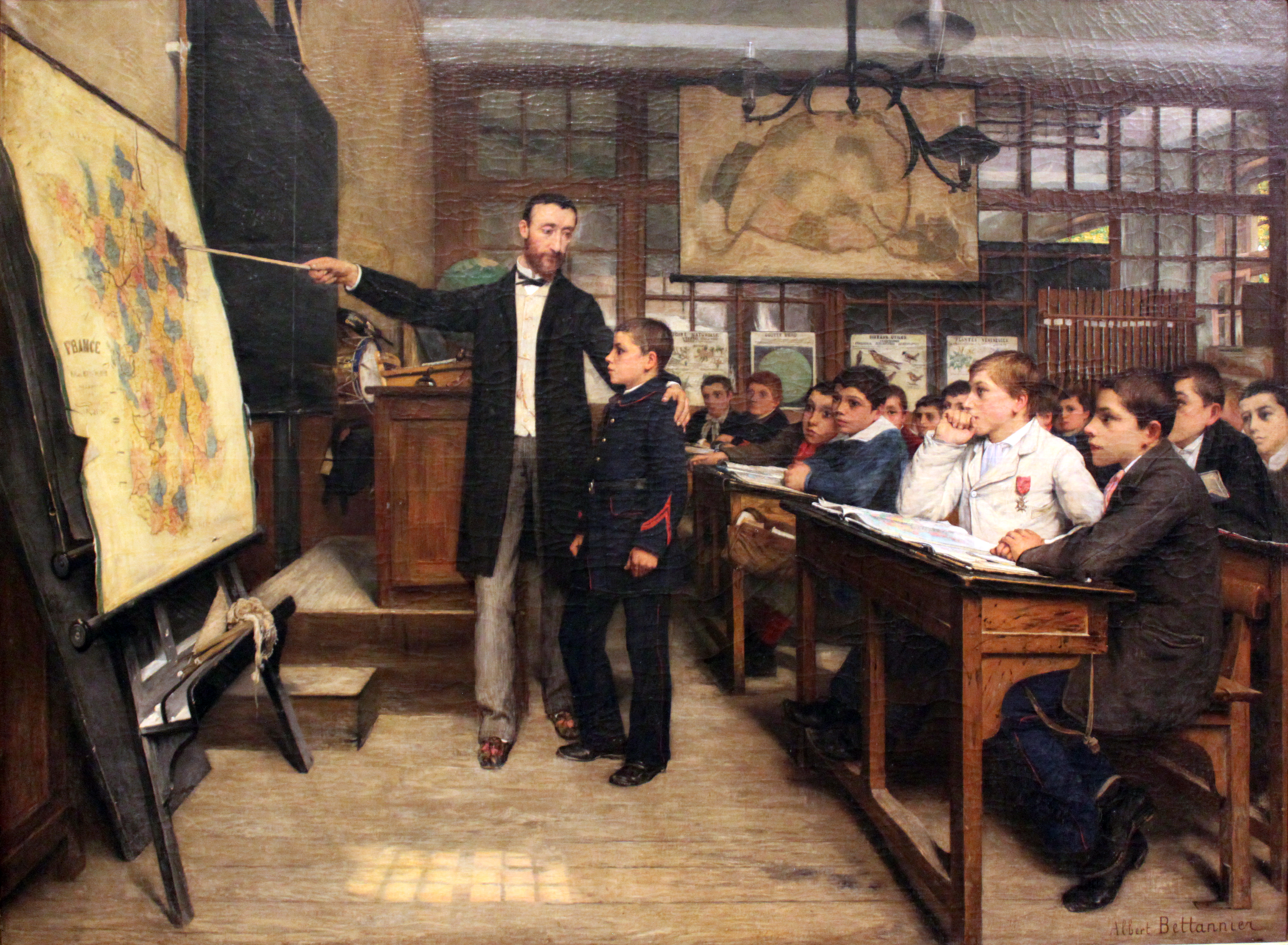
Una raffigurazione del 1887 ritrae una lezione scolastica nella quale si specifica chiaramente la perdita dell'Alsazia-Lorena.

Seppur le prime forme di ostilità francesi nei confronti della Prussia si abbiano già dopo l'esperienza napoleonica in Europa, si comincia a parlare di revanscismo vero e proprio dopo l'assedio di Parigi del 1870. Le condizioni di pace imposte alla Francia dal Trattato di Francoforte furono decisamente dure (cinque miliardi di marchi d'oro da versare nelle casse tedesche, e la permanenza di soldati prussiani sul territorio francese fintantoché tale indennità non fosse stata pagata). Tale sentimento nazionale perdurò e crebbe fino allo scoppiare della prima guerra mondiale, nel 1914.
Di revanche si cominciò a parlare in Francia dopo la guerra franco-prussiana del 1870, in seguito alla quale la nazione subì la perdita dell'Alsazia-Lorena, un territorio che da più di due secoli apparteneva alla Francia. Dopo la dura sconfitta, si configurò un mutamento nella società, dato che molte figure di rilievo dell'epoca persero il loro ruolo, come lo stesso Napoleone III, che fu costretto ad arrendersi. Tra i capi militari più influenti, nonché un forte revanscista, abbiamo la figura del generale Georges-Ernest Boulanger, leader dei gruppi nazionalisti che insistevano a dichiarare apertamente guerra alla Germania; dopo la sconfitta fu condannato all'ergastolo per complotto contro lo Stato e fuggì in Belgio, dove si suicidò nel 1891.

## La disputa territoriale

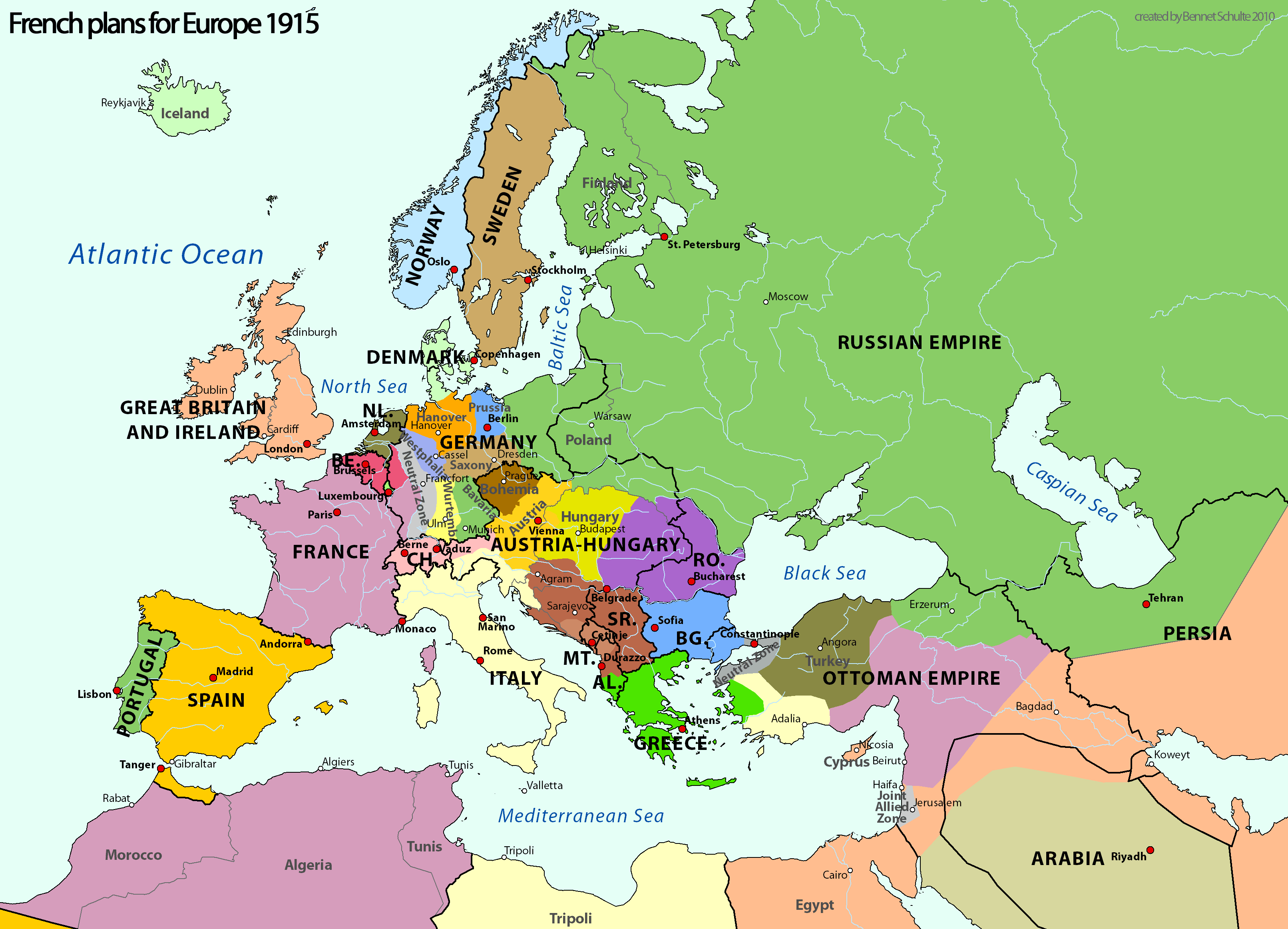
Progetto revanscista per il nuovo assetto europeo steso dai nazionalisti dell'Action française nel 1915, con un allargamento dell'Impero russo e lo smembramento dell'Impero tedesco in diversi stati.

A seguito della guerra franco-prussiana, il maggiore bottino di guerra fu senz'altro la cessione forzata alla Prussia di due regioni, l'Alsazia e la Lorena, che essendo ben progredite economicamente fruttavano interessi economici e politici per entrambe le nazioni contendenti. L'annessione di queste province contribuì inevitabilmente all'espansionismo prussiano, che nel frattempo si accingeva a diventare Impero tedesco a seguito del Trattato di Francoforte del 1871, che risultò in un'ulteriore umiliazione da parte della Prussia nei confronti della Francia, oramai sconfitta. L'opinione pubblica francese, oramai amareggiata dalla perdita delle due province, definì gli alsaziani dei "sottomessi" al regime oppressivo del Kaiser tedesco. Questo contribuì a suscitare il desiderio di vendetta francese, che si esprimeva tramite tutti i mezzi di comunicazione presenti all'epoca, compresa la stampa.

## La proclamazione dell'impero tedesco a Versailles

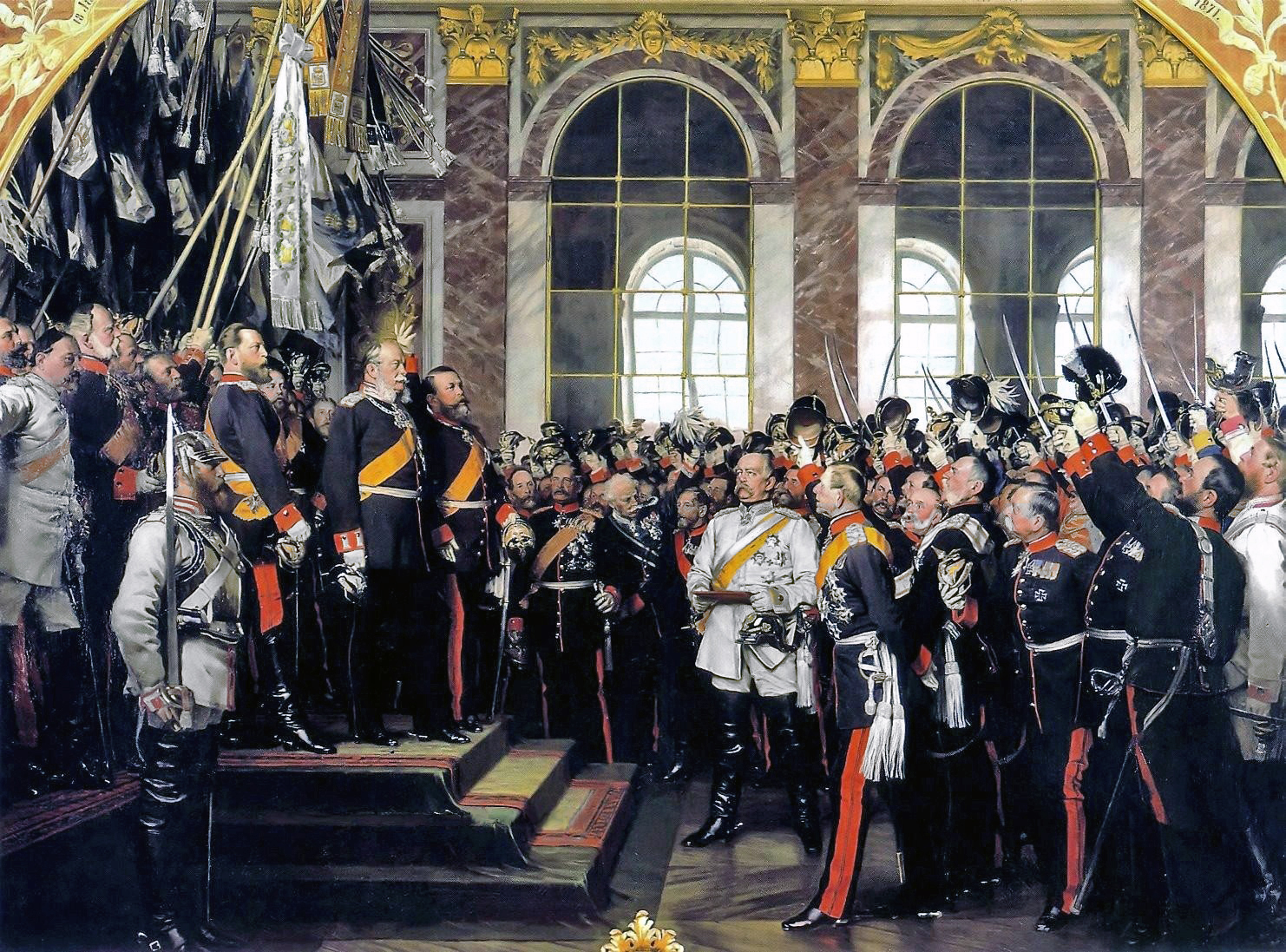
Proclamazione dell'Impero Tedesco alla Reggia di Versailles, 1871 - Olio su tela d'Anton von Werner.

Una volta vinta la guerra, Otto von Bismarck, cancelliere di Prussia, con l'appoggio del Kaiser Guglielmo I, procedette alla proclamazione del Secondo Reich, e l'evento si celebrò all'interno della Galleria degli specchi della Reggia di Versailles, uno dei maggiori simboli di rappresentanza dell'assolutismo francese nonché della Francia in generale. Questo atto segnò il processo di unificazione nazionale tedesca, avvenuta nel 1871 nella quale la Confederazione Tedesca del Nord accorpò a sé tutti gli stati germanofoni presenti in quel momento, sotto la corona degli Hohenzollern.

## L'esito delle colonie
Le colonie francesi, in seguito alla disfatta, presentarono un elevato rischio di essere occupate militarmente dalla Germania; tuttavia, nella maggior parte dei casi, questo fu evitato tramite gli accordi diplomatici. La Germania, avendo proclamato l'unità nazionale solo nel 1871, risultava essere indietro nella gara internazionale al colonialismo, tant'è che nel XIX secolo Francia e Gran Bretagna occupavano già buona parte delle colonie occupabili nei diversi continenti, a eccezione di alcune regioni dell'Africa centrale, quale ad esempio il Camerun (futura colonia tedesca). Tuttavia questa situazione di minoranza non pregiudicò l'esito per le colonie francesi dell'epoca.

## Il revanscismo tra le due guerre

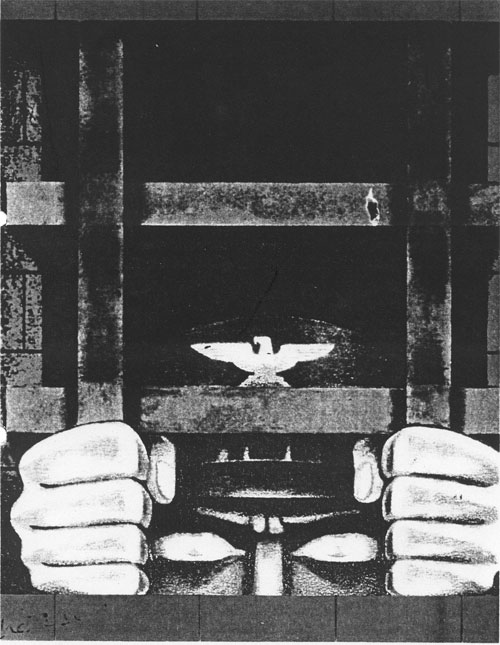
Le imposizioni del Trattato di Versailles viste della Germania del primo dopoguerra.

La massima espressione del Revanscismo in Francia si ebbe negli anni nella prima guerra mondiale (1914-18), quando si verificò il massimo sfogo del desiderio di rivincita francese nei confronti della Germania. Il Trattato di Versailles del 1919 ribaltò le sorti del Revanscismo. Se quello di parte francese fu in qualche modo "saziato" dalla guerra, cominciava a crescere quello di parte tedesca, in opposizione alle imposizioni sancite nel trattato di Versailles che stabiliva pesanti sanzioni alla Germania, oramai sconfitta.
Tra le imposizioni sancite da Versailles, vi erano:
- la perdita di tutte le colonie tedesche,
- il pagamento di 132 miliardi di marchi oro come indennizzo dei danni di guerra,
- la riduzione delle forze armate a centomila unità, con l'assenza dell'aviazione
- la restituzione dell'Alsazia-Lorena alla Francia
- la militarizzazione francese della regione della Ruhr

Queste pesanti condizioni contribuirono a creare, come reazione, le basi in Germania per lo sviluppo di uno smodato orgoglio nazionale e quindi del regime totalitario di Hitler.

## Utilizzo odierno del termine
Oggi il termine viene usato per indicare la politica di uno Stato che, nei rapporti con un altro Stato, dal quale ritiene di aver subito un'ingiustizia, tende a rifarsi della violazione di presunti o effettivi diritti più con azioni belliche che con pazienti trattative condotte alla luce del diritto internazionale e sotto la protezione delle Nazioni Unite.